# Гавтадзе, Резо Давидович
Резо́ Дави́дович Гавта́дзе (род. 11 июля 1995, Зестафони, Грузия) — российский футболист, полузащитник.

## Карьера
Резо Гавтадзе родился в Грузии. В детстве вместе с родителями переехал в Россию, в город Полевской Свердловской области. Начал заниматься футболом в школе «Северского трубника». В 17-летнем возрасте оказался в системе подготовки «Урала».
19 марта 2016 года дебютировал в чемпионате России, заменив Херсона Асеведо во втором тайме матча против «Терека».
2019 год провёл в клубе третьей лиги Грузии «Спаэри», сыграл один матч в Кубке Грузии — 17 апреля в 3 раунде в игре против «Колхети-1913» (5:1) забил гол. В 2020 года — в команде высшей лиги «Чихура».